# Maroslele
Maroslele é um município da Hungria, situado no condado de Csongrád-Csanád. Tem 46,56 km² de área e sua população em 2019 foi estimada em 2.037 habitantes.